# سسک بال‌خمیده
سسک بال‌خمیده (نام علمی: Acrocephalus concinens) یک سسک مردابی (از خانواده سسکان نیزار) است. این گونه برای نخستین بار توسط Robert Swinhoe در سال ۱۸۷۰ توصیف شد. در گذشته در مجموعه «سسکان جهان قدیم» گنجانده شده بود.
این گونه در افغانستان، پاکستان، شمال شرق هند و چین یافت می‌شود و در میانمار، تایلند و بنگلادش زمستان را می‌گذرد.

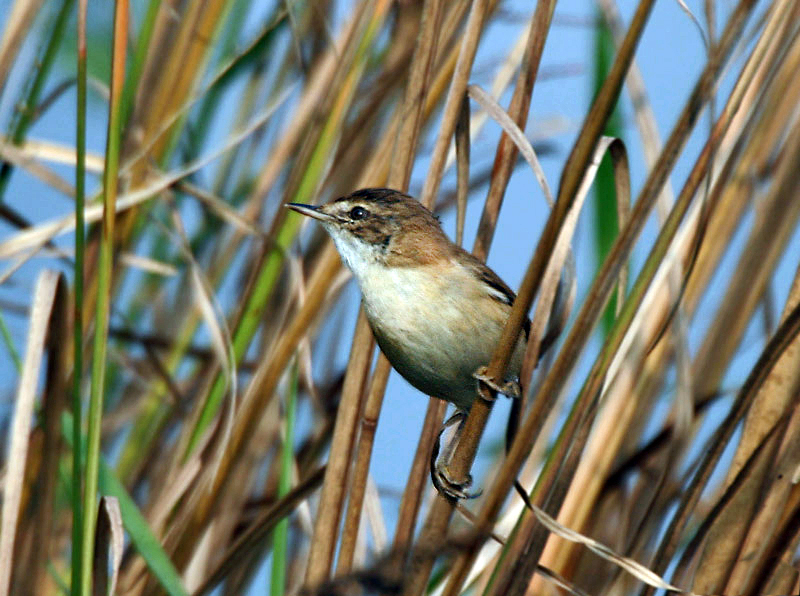
در جوکا در کلکته، بنگال غربی، هند